# Вали Вју (округ Скулкил, Пенсилванија)
Вали Вју (енгл. Valley View, Schuylkill County) насељено је место без административног статуса у америчкој савезној држави Пенсилванија.

## Демографија
По попису из 2010. године број становника је 1.683, што је 6 (0,4%) становника више него 2000. године.
| Група             | 2000.         | 2010.         |
| Белци             | 1.653 (98,6%) | 1.657 (98,5%) |
| Афроамериканци    | 2 (0,1%)      | 3 (0,2%)      |
| Азијати           | 5 (0,3%)      | 4 (0,2%)      |
| Хиспаноамериканци | 14 (0,8%)     | 11 (0,7%)     |
| Укупно            | 1.677         | 1.683         |